# Jeannine Fontanive
Jeannine Fontanive ist eine ehemalige Schweizer Fussballspielerin. Sie spielte beim SC Veltheim und wurde sechsmal für die Schweizer Nationalauswahl aufgeboten.

## Karriere
Fontanive spielte beim SC Veltheim Fussball, wobei die genauen Karrieredaten unbekannt sind.
Als Spielerin des SC Veltheim kam sie zwischen 1976 und 1978 sechsmal im Schweizer Nationalteam zum Einsatz, wobei sie während dreier Spiele über die volle Spielzeit auf dem Feld stand. Ihren ersten Einsatz hatte sie am 25. September 1976 mit einem Teileinsatz im Testspiel gegen Holland, zum letzten Mal im Einsatz war sie ebenfalls mit einem Teileinsatz am 20. Mai 1978 gegen Belgien. Sie schoss während ihrer sechs offiziellen Spiele nie ein Tor, konnte jedoch 1976 bei einem nicht zur offiziellen Spielezählung des Nationalteams zählenden Länderspiel ein Tor zum 2:0-Erfolg gegen Österreich beitragen.